# Gore (álbum)
Gore es el octavo álbum de estudio de la banda estadounidense de metal alternativo Deftones. Fue lanzado el 8 de abril de 2016 en Estados Unidos por Reprise Records. El 27 de enero la banda publicó un segundo video teaser de 30 a su sitio web con la nueva música del álbum y confirmando el título del disco.

## Lista de canciones
| N.º | Título                               | Duración |  |
| 1.  | «Prayers/Triangles»                  | 3:38     |  |
| 2.  | «Acid Hologram»                      | 4:06     |  |
| 3.  | «Doomed User»                        | 4:27     |  |
| 4.  | «Geometric Headdress»                | 3:29     |  |
| 5.  | «Hearts/Wires»                       | 5:21     |  |
| 6.  | «Pittura Infamante»                  | 4:04     |  |
| 7.  | «Xenon»                              | 3:17     |  |
| 8.  | «(L)MIRL»                            | 5:02     |  |
| 9.  | «Gore»                               | 4:59     |  |
| 10. | «Phantom Bride (con Jerry Cantrell)» | 4:53     |  |
| 11. | «Rubicon»                            | 4:58     |  |

## Posiciones
| Lista (2016)                        | Posición |
| ----------------------------------- | -------- |
| Australia (ARIA)                    | 1        |
| Austria (Ö3 Austria)                | 7        |
| Bélgica (Ultratop flamenca)         | 18       |
| Bélgica (Ultratop valona)           | 28       |
| Canadá (Billboard Canadian Albums)  | 4        |
| Países Bajos (Album Top 100)        | 15       |
| Finlandia (Suomen Virallinen Lista) | 12       |
| Francia (SNEP)                      | 19       |
| Hungría (MAHASZ)                    | 11       |
| Irlanda (IRMA)                      | 17       |
| Italia (FIMI)                       | 21       |
| Japón (Oricon)                      | 43       |
| Nueva Zelanda (Recorded Music NZ)   | 1        |
| Noruega (VG-lista)                  | 32       |
| Polonia (ZPAV)                      | 37       |
| Portugal (AFP)                      | 11       |
| Suecia (Sverigetopplistan)          | 39       |
| Suiza (Schweizer Hitparade)         | 10       |
| Reino Unido (UK Albums Chart)       | 5        |
| US Billboard 200                    | 2        |

## Personal
- Abe Cunningham: batería.
- Stephen Carpenter: guitarras.
- Frank Delgado: tornamesas, samples, teclados.
- Chino Moreno: voz, guitarras.
- Sergio Vega: bajo.